# Pietro Lamo
Pietro Lamo (Bologna, ... – Bologna, 1578) è stato un pittore e scrittore italiano.

## Biografia

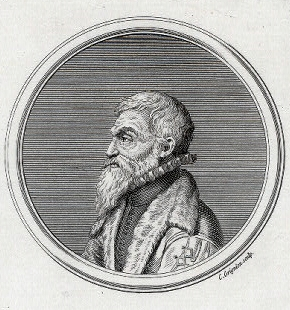
Ercole Bottrigari

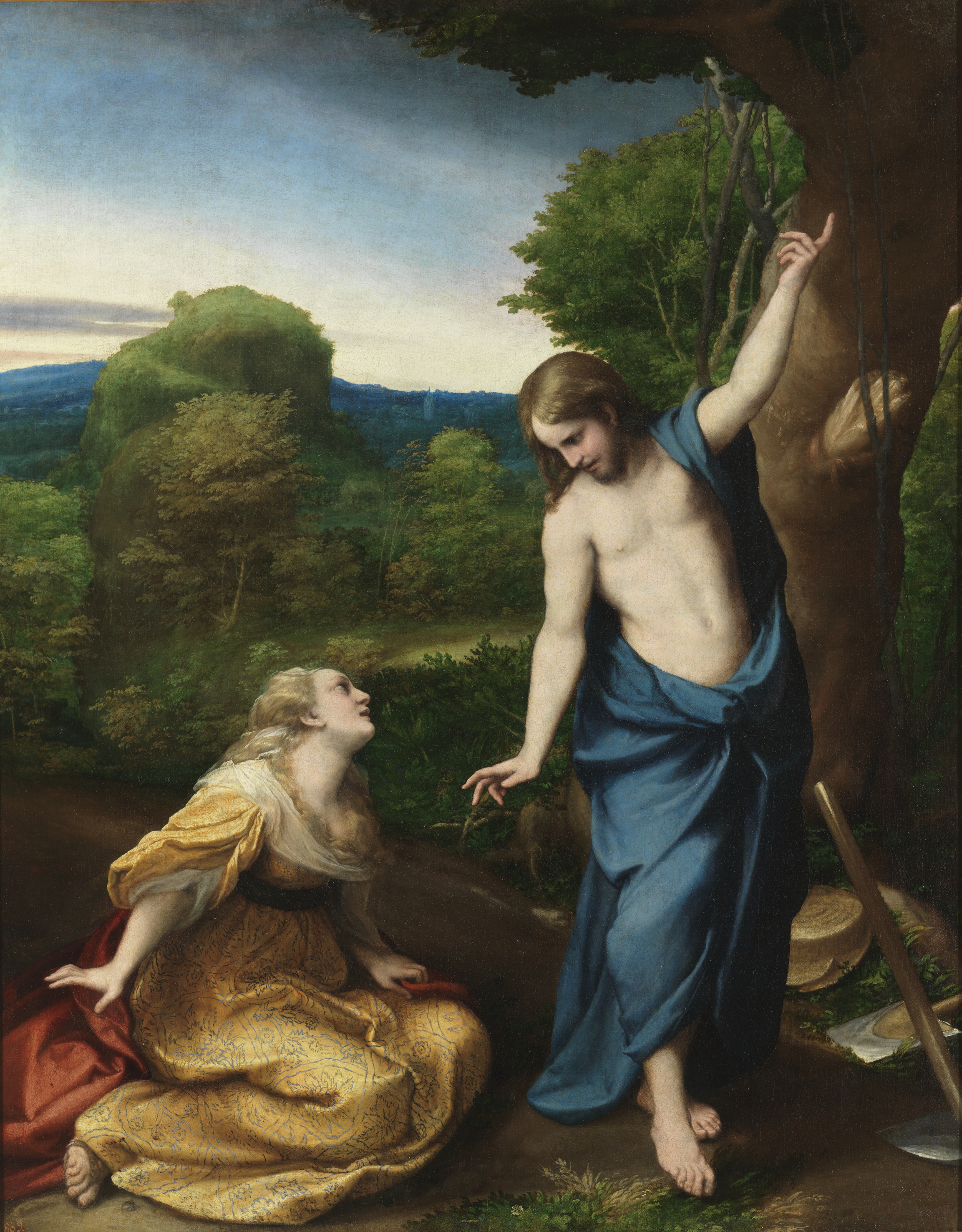
Noli me tangere (Correggio), il dipinto è ricordato per la prima volta da Pietro Lamo nel testo manoscritto della Graticola di Bologna (1560)

Lamo seguì la vocazione religiosa entrando nel convento bolognese di San Francesco nel 1544, dove realizzò alcuni affreschi.
Lamo è ricordato soprattutto come l'autore della prima guida enciclopedica storico-artistica della sua città, dedicata alle opere di pittura, scultura, architettura, intitolata Graticola di Bologna (1560).
Lamo si definì un seguace di Innocenzo da Imola e dichiarò di averla scritta come brogliaccio provvisorio « a la bolognesa » e di volerla redigere in forma definitiva culturale e linguistica toscana.
La guida è importante non solamente per le informazioni riguardanti l'arte bolognese anteriore alla metà del XVI secolo, ma anche per le caratteristiche e l'impostazione dello scritto, tendente ad una autonomia culturale da Roma e dalla Toscana, oltre che ad una vicinanza alle opere storiografiche di Giorgio Vasari (1511-1574).
Un grande merito per l'idea della scrittura dell'opera va attribuito al pittore e scultore Pastorino dei Pastorini (1508–1592), e Lamo si distinse per la competenza, per l'obiettività, per la completezza, dato che descrisse anche sculture in legno e in terracotta, oltre che menzionare le collezioni private e i loro patrimoni.
L'opera, conservata manoscritta presso la Biblioteca comunale dell'Archiginnasio di Bologna, non ebbe un successo e una diffusione immediata, difatti solamente nel XVIII secolo fu scoperta dall'artista e storico Carlo Bianconi (1732-1802), lui stesso autore di numerose guide artistiche, come la Guida di Bologna del 1782.
Solamente nel 1844, fu stampata la prima edizione della Graticola di Bologna, a cura del bibliografo, scrittore e accademico Gaetano Giordani (1800-1873).
Anche Luigi Antonio Lanzi (1732–1810) apprezzò l'opera di Lamo e trasse dalle sue pagine fonti di notizie per la sua Storia pittorica dell'Italia (1796).
Il titolo Graticola si riferisce sia al reticolo di linee che consentiva all'artista di realizzare le opere sui cartoni sia alla griglia con cui Lamo suddivise la città in quadrati per descrivere le opere di Bologna.
L'opera fu dedicata ad una « Illustrissima Signora », presumibilmente Lucrezia Bottrigari, a suo marito Ercole (1531–1612), ed a Pastorino dei Pastorini.